# گنج سوایی

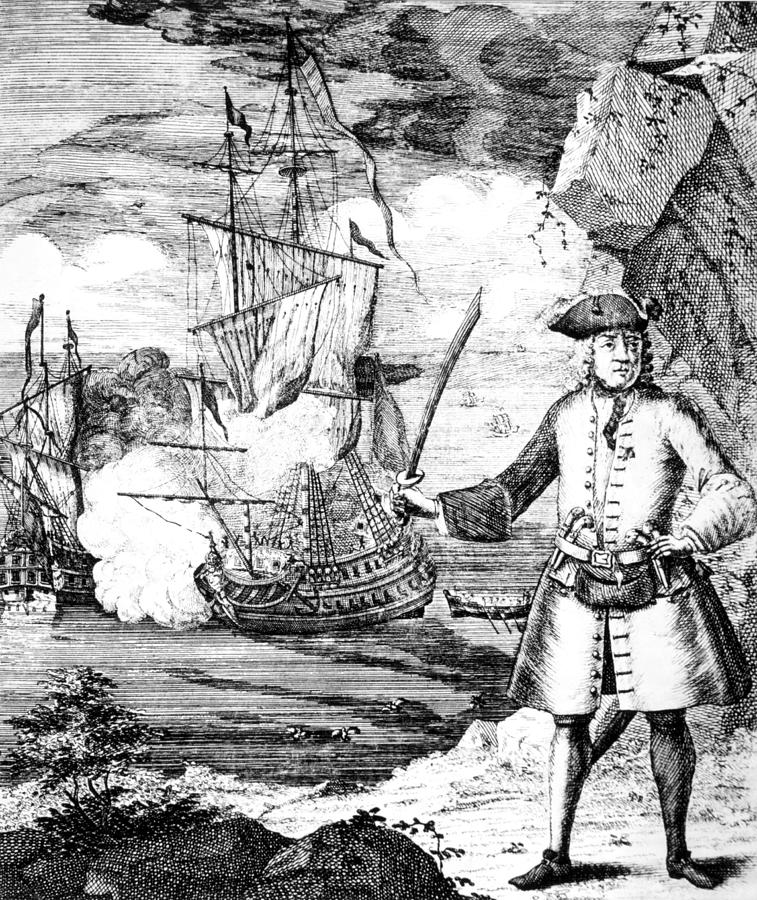
یک نگاره معاصر از آوری با درگیری فانزی با گنج سوایی در پس زمینه.

گنج-سوائی (فارسی/Hindustani: گنج سواهی به معنی تحت‌الفظی «گنج بیش از حد» و اغلب به عنوان گانسوی انگلیسی شده) به کشتی تجاری به شدت مسلح امپراتور گورکانی، اورنگ زیب، گفته می‌شود. این کشتی متمول در ۷ سپتامبر سال ۱۶۹۵ در مسیر مخا، یمن به سورات، هند هنگامی که با اسکورت فاتح محمد همراهی می‌شد به توسط دزد دریایی انگلیسی هنری آوری مورد حمله و تصرف قرار گرفت.

## حمله دزدان دریایی
در ماه اوت سال ۱۶۹۵ آوری با کشتی خود، فنسی، به تنگه باب‌المندب رسید و در آنجا او به تیمی متشکل از چهار کشتی دزدان دریایی از جمله کشتی بادبانی توماس تیو با نام آمیتی ملحق شد. اگرچه در شب ۲۵-کشتی گورکانی عازم هند از دست دزدان دریایی گریختند با این حال در روز بعد دزدان دریایی مستقیماً با گنج سوایی و اسکورت آن فاتح محمد در مسیر سورات درگیر شدند.
آوری و مردان او فاتح محمد را که قبلاً توانسته بود حمله آمیتی را دفع کند و در حین آن کاپیتان آمیتی، تیو، کشته بود را مورد حمله قرار دادند. شاید به خاطر تضعیف خدمه فاتح محمد در درگیری پیشین با آمیتی یا شاید به خاطر مرعوب شدن خدمه از ۴۶ توپ فنسی، خدمه فاتح محمد مقاومت چندانی نکردند و دزدان دریایی زیر نظر آیوری گنجی به ارزش ۵۰۰۰۰ پوند را به راحتی به چنگ آوردند.
حالا ایوری به تعقیب از گنج-سوائی پرداخت و هنگامی که از مسیر آن به سورات تنها هشت روز مانده‌بود سبقت گرفت. گنج سوایی یک رقب مهیب با ۶۲ توپ و چهارصد تا پانصد نگهبان مسلح به ماسکت به همراه ۶۰۰ مسافر دیگر. اما رگبار شلیک اولیه توپ‌ها همه چیز را تغییر داد زمانی که یکی از توپ‌های کشتی هندی به هنگام شلیک منفجر شد و تعدادی از خدمه گنج سوایی در دم جان دادند. این امر باعث سردرگمی و از دست دادن روحیه بقیه افراد کشتی شد. در همین زمان آیوری شاه‌دکل گنج سوایی را به توپ بست و فنسی (کشتی آیوری) در کنار گنج سوایی راند و دزدان خود را به داخل گنج سوایی انداختنند.
دزدان پیروز تا چند روز وحشت را بر اسیران خود حکمروا کردند و به میل خود آن‌ها را مورد تجاوز و قتل قرار دادند تا محل گنج کشتی را برای آن‌ها فاش کنند. دزدان زنان را مورد تعرض قرار دادند و بسیاری از زنان با پریدن به دریا خودکشی کردند. باقی نجات یافتگان در کشتی خود رها شدند.
در دزدی گنج سوایی مابین ۳۲۵۰۰۰ تا ۶۰۰۰۰۰ پوند غارت شد که شامل ۵۰۰۰۰۰ سکه طلا و نقره بود. آیوری و دزدانی که جان بدر بردند به رئونیون رفتند و در آنجا هر کدام مقدار ۱۰۰۰ پوند و مقادیری سنگ‌های قیمتی را بین همه خدمه تقسیم نمودند.

## در فرهنگ عامه
گانسوی و غارت آن در بازی رایانه‌ای ۲۰۱۶ با عنوان آنچارتد ۴: عاقبت یک دزد برجسته شده است.